# برايان ديفيد إليس
برايان ديفيد إليس (بالإنجليزية: Brian David Ellis)‏ هو فيلسوف أسترالي، ولد في 1929.